# Slavko Goluža
Slavko Goluža (Stolac, 17 september 1971) is een Kroatisch gewezen handballer die het grootste deel van zijn carrière bij RK Zagreb doorbracht. Van juli 2010 tot en met februari 2015 was hij bondscoach van de Kroatische nationale ploeg.
Op de Olympische Spelen van 1996 in Atlanta won hij de gouden medaille met Kroatië. Acht jaar later werd hij opnieuw olympisch kampioen op de Olympische Spelen van 2004 in Athene.
Met Kroatië werd hij wereldkampioen in 2003. In 1995 en 2005 werd hij tweede op het wereldkampioenschap. Op het Europees kampioenschap van 1994 behaalde hij een bronzen medaille met Kroatië.

## Spelerscarrière
- 1989-1998: RK Zagreb
- 1998-1999: TuS Nettelstedt-Lübbecke
- 1999-2002: RK Metković
- 2002-2003: Paris HB
- 2003-2004: MKB Veszprém
- 2004-2006: RK Zagreb

## Trainerscarrière
- 2006-juli 2010: Nationale ploeg Kroatië (als hulptrainer)
- juli 2010-februari 2015: Nationale ploeg Kroatië (als hoofdtrainer)

Patrik Čavar · Valner Franković · Slavko Goluža · Bruno Gudelj · Vladimir Jelčić · Božidar Jović · Nenad Kljaić · Venio Losert · Valter Matošević · Zoran Mikulić · Alvaro Načinović · Goran Perkovac · Iztok Puc · Zlatko Saračević · Irfan Smajlagić · Vladimir Šujster